# Kozjansko
Kozjansko este o arie protejată (arie de protecție specială avifaunistică — SPA) din Slovenia întinsă pe o suprafață de 8.027,45 ha, integral pe uscat.

## Localizare
Centrul sitului Kozjansko este situat la coordonatele 46°05′01″N 15°35′31″E / 46.0835°N 15.592°E.

## Înființare
Situl Kozjansko a fost declarat arie de protecție specială avifaunistică în aprilie 2013 pentru a proteja 8 specii de animale.

## Biodiversitate
Situată în ecoregiunea continentală, aria protejată nu include niciun habitat protejat.
La baza desemnării sitului se află mai multe specii protejate de  păsări (8): buha (Bubo bubo), ciocănitoare neagră (Dryocopus martius), capîntortură (Jynx torquilla), sfrâncioc roșiatic (Lanius collurio), ciuf-pitic (Otus scops), viespar (Pernis apivorus), codroșul de pădure (Phoenicurus phoenicurus), ciocănitoare verzuie (Picus canus).